# Shiryu Fujiwara
Shiryu Fujiwara (藤原 志龍 Fujiwara Shiryu?), född 23 september 2000 i Tokushima prefektur, är en japansk fotbollsspelare.
Fujiwara började sin karriär 2018 i Tokushima Vortis. Han spelade 6 ligamatcher för klubben.